# 2612 Kathryn
A 2612 Kathryn (ideiglenes jelöléssel 1979 DE) a Naprendszer kisbolygóövében található aszteroida. Norman G. Thomas fedezte fel 1979. február 28-án.